# DJ Antoine
Dj Antoine, właśc. Antoine Konrad (ur. 23 czerwca 1975) – szwajcarski DJ i producent tworzący muzykę house i electro, pochodzi z miasta Bazylea.

## Początki kariery
Jego kariera zaczęła się w 1995 roku, kiedy otworzył swój klub o nazwie House Café w Bazylei. Od początku swojej kariery wydał 51 płyt. Przełomem w jego karierze było wydanie w 2006 roku albumu o nazwie "DJ Antoine – Live in Moscow" i singla “This Time”. Jest zapraszany do największych klubów w Europie, Azji i Stanach Zjednoczonych. Posiada własne studio nagraniowe "Houseworks". Dj Antoine ma własny, cotygodniowy program radiowy, nadawany przez stacje na całym świecie.

## Dyskografia

### Albumy
- 2019 – DJ Antoine – 2019 Megamix
- 2018 – DJ Antoine – The Time is Now
- 2016 – DJ Antoine – Provocateur
- 2014 – DJ Antoine – We Are The Party
- 2013 – DJ Antoine – Crazy World
- 2013 – DJ Antoine – House Party
- 2013 – DJ Antoine – Sky is the Limit
- 2011 – DJ Antoine – Remixed – Welcome To DJ Antoine
- 2011 – DJ Antoine – Welcome To DJ Antoine
- 2011 – DJ Antoine – Remixed – 2011
- 2011 – DJ Antoine – 2011
- 2010 – DJ Antoine – WOW
- 2010 – DJ Antoine – Remixed Album – 2010
- 2010 – DJ Antoine – 2010
- 2009 – DJ Antoine – 17900
- 2009 – DJ Antoine – Villa
- 2009 – Club sounds Vol. 50
- 2009 – DJ Antoine – SUPERHERO?
- 2009 – Houseworks Megahits 3
- 2008 – Live in Bangkok
- 2008 – STOP!
- 2007 – Vive La Révolution ?
- 2007 – Mainstation 2007
- 2007 – Jealousy (Nach 4 Tagen Gold)
- 2006 – Live in Moscow
- 2006 – Mainstation 2006
- 2006 – Live in St. Tropez
- 2006 – Houseworks 6 – Makes Me Cum
- 2005 – Live In Dubai
- 2005 – Mainstation 2005
- 2005 – The Black Album
- 2004 – Houseworks 5 – Skrew U, I'm a V.I.P.
- 2004 – Mainstation 2004
- 2004 – 100% DJ Antoine
- 2003 – Houseworks 4 – Winter Anthems
- 2003 – Live @ CSD
- 2003 – Mainstation 2003
- 2003 – Summer Anthems
- 2002 – Houseworks Presents Ultraviolet
- 2002 – DJ Antoine @ Mainstation 2002
- 2002 – DJ Antoine @ Lakeparade 2002
- 2002 – DJ Antoine
- 2001 – @Mainstation 2
- 2001 – Lake Parade 2001
- 2001 – Houseworks 2
- 2001 – Clubstar Presents Houseworks 2
- 2000 – Rave Park
- 2000 – @Mainstation 1
- 2000 – Houseworks 01
- 1999 – Partysan 4
- 1998 – Partysan Live On The Boat
- 1998 – The Pumpin House Mix 1

### Single
- 2019 – Good Vibes (Good Feeling) (feat. Craig Smart)
- 2018 – Yallah Habibi (feat. Sido & Moe Phoenix)
- 2018 – Ole Ole (feat. Karl Wolf & Fito Blanko)
- 2018 – El Paradiso (feat. Armando & Jimmy the Dealer)
- 2017 – I Love Your Smile (feat. Dizkodude & Sibbyl)
- 2017 – La vie en rose
- 2016 – Dancing in the Headlights (feat. Conor Maynard)
- 2016 – London (feat. Timati & Grigory Leps)
- 2016 – Weekend Love (feat. Jay Sean)
- 2016 – Thank You (feat. Eric Lumaire)
- 2015 – #WokeUpLikeThis (feat. Storm)
- 2015 – Holiday (feat. Akon)
- 2015 – Wild Side
- 2014 – We Are the Party
- 2014 – Go with Your Heart
- 2014 – Light It Up
- 2013 – We Are FCB Megamix
- 2013 – We Will Never Grow Old
- 2013 – Perfect Day
- 2013 – Crazy World
- 2013 – House Party (Mad Mark feat. B-Case & U-Jean)
- 2013 – Sky Is the Limit
- 2013 – Bella Vita
- 2012 – Broadway
- 2012 – Ma Chérie 2k12
- 2012 – Shake 3X (with Rene Rodrigezz & MC Yankoo)
- 2012 – I'm on You (feat. Timati, Diddy & Dirty Money)
- 2011 – Paris, Paris (Mad Mark Feat. Juiceppe)
- 2011 – Amanama (Money) (feat. Timati)
- 2011 – Sunlight (feat. Tom Dice)
- 2011 – This Time 2011
- 2011 – Welcome to St. Tropez (feat. Timati & Kalenna Harper)
- 2010 – Move On Baby
- 2010 – To the Top
- 2010 – Ma Chérie (feat. The Beat Shakers)
- 2009 – S'Beschte (feat. MC Roby Rob)
- 2009 – Every Breach
- 2009 – What Did I Say
- 2009 – One Day, One Night (feat. Mish)
- 2009 – I Promised Myself
- 2009 – In My Dreams
- 2008 – December
- 2008 – Work Your Pussy
- 2008 – Shake It (Move a Little Closer) 2008
- 2008 – C'est la révolution
- 2008 – Underneath
- 2008 – Can't Fight This Feeling
- 2008 – Apologize
- 2008 – Stop!
- 2008 – Funky Kitchen Club (I'll Remain)
- 2007 – This Time (feat. Manu-L)
- 2006 – Global Brothers vs. D-Luxe – Tell Me Why
- 2006 – Arabian Adventure
- 2005 – The Roof (Is on Fire)
- 2005 – Take Me Away (DJ Antoine vs. Mad Mark)
- 2005 – All We Need
- 2004 – Back & Forth
- 2003 – You Make Me Feel
- 2002 – Las Vegas Gamblers – Beautiful Night
- 2002 – Take It Or Leave It (DJ Antoine ft. Eve Gallagher)
- 2001 – Discosensation (DJ Antoine vs. Mad Mark)
- 2000 – Pizza Boys – La Chitara
- 2000 – Test Pressing
- 1999 – Do It
- 1999 – Visit Me
- 1997 – Sound of My Life

### Remixy
- 2018 – Massari feat. Afrojack & Beenie Man – Tune It
- 2018 – Ginta – Mais Oui Mais Non
- 2017 – Gestört aber GeiL feat. Benne – Repeat
- 2017 – Smash & Venegerov – Love & Pride
- 2016 – Jay Sean & Sean Paul – Make My Love Go
- 2015 – Nek – Laura Non Cè’
- 2014 – Timati feat. Flo Rida – I Don't Mind
- 2014 – Mihai & TomE vs. Lanfranchi – It's Okay
- 2014 – The Wanted – Walks Like Rihanna
- 2013 – AK Babe – We Don't Care (Like a Honey Badger)
- 2013 – House Party (DJ Antoine vs. Mad Mark)
- 2012 – Kamaliya – Butterfies
- 2012 – Timati & J-Son – Match Me
- 2012 – Timati & La La Land feat. Groya & Timbaland – Not All About the Money
- 2012 – Die Atzen – Feien? Okay!
- 2012 – Jenny McKay – Unbreakable
- 2012 – Guru Josh – Infinity 2012
- 2012 – Mad Mark vs. DJ Antoine – Broadway 2k12 Remix
- 2011 – Remady & Manu-L – The Way We Are
- 2011 – Wawa & Houseshaker – On My Mind
- 2011 – Example – Kickstars
- 2011 – Remady & Manu-L feat. Craig David – Do It Out My Own
- 2010 – Pitbull – Esta Noche
- 2010 – Wally Lopez – 7 Days and One Week
- 2010 – Timati feat. Snoop Dogg – Groove On
- 2010 – Remady & Manu-L – Give Me a Sign
- 2009 – Marchi's Flow vs. Love feat. Miss Tia – Feel the Love
- 2009 – Mad Mark & Ron Caroll – Fly with Me
- 2008 – Robin S, Steve Angello & Laidback Luke – Show me Love
- 2007 – Baschi – Wenn das Gott wüsst
- 2006 – Mischa Daniëls – Take Me Higher
- 2005 – Roger Sanchez – Turn On The Music
- 2005 – ATB – Believe In Me
- 2005 – Major Boys – Sunshine On My Mind
- 2004 – America – Wake Up
- 2003 – Mambana – Libre
- 2002 – CR2 – I Believe
- 2002 – Robin S. – Show Me Love
- 2002 – Mary J. Blige – Dance For Me
- 2001 – The Disco Boys – Born to Be Alive
- 2001 – Nu Hope – I'll Be Back
- 2000 – DJ Stephen – Words Of Life
- 2000 – Dominica – Gotta Let You Go
- 2000 – Groove Junkies – Music Is Life
- 2000 – Three Dog Night – Shame
- 1999 – Joey Negro – Must Be The Music
- 1999 – Beta Blocker – The Ultimate
- 1999 – Red & White – Out Of Blue
- 1998 – Manuel Mind – We Can't Get Enought
- 1998 – DJ Tatana – Summerstorm